# Кизилуй (Ісатайський район)
Кизилу́й (каз. Қызылүй) — село у складі Ісатайського району Атирауської області Казахстану. Входить до складу Тущикудицького сільського округу.
У радянські часи село називалось Кзилуй.
Населення — 244 особи (2021; 347 у 2009, 310 у 1999, 22 у 1989).
У селі є середня школа, медпункт, клуб, бібліотека. Кизилсуська школа була відкрита в 1986-1987 навчальному році як школа-інтернат для дітей скотарів і чабанів. У 1990-1991 роках перетворена в середню школу. У 2019 році здано в експлуатацію двоповерхову будівлю школи на 80 учнів.